# Teatro Gayarre
El Teatro Gayarre es un teatro que se encuentra en Pamplona, capital de la Comunidad Foral de Navarra (España), en la avenida Carlos III del Segundo Ensanche. Es propiedad del Ayuntamiento de Pamplona y está gestionado por la Fundación Municipal Teatro Gayarre.

## Historia
Aunque construido en 1932 en su emplazamiento actual, el origen del teatro se remonta a 1841, edificado como Teatro Principal en la plaza de la Constitución (hoy plaza del Castillo), compartiendo frente con el Palacio de Navarra (entonces Palacio de la Diputación), y el edificio del "Crédito Navarro" en una manzana edificada conjuntamente aprovechando el terreno del convento de las carmelitas descalzas obtenido tras la desamortización. Fue realizado por el arquitecto Pedro Manuel Ugartemendía, con fachada de José de Nagusia, que además dirigió la obra. Este teatro vino a sustituir al viejo Patio y Casa de Comedias, situado en la calle del mismo nombre desde 1608. El Teatro Principal se llamó así hasta 1903, en que cambió el nombre en honor al tenor roncalés Julián Gayarre. 
Cuando se decidió abrir la plaza del Castillo hacia el sur, creando la avenida Carlos III, se demolió en 1931 el viejo teatro, conservándose únicamente su fachada, lo más representativo, y se trasladó a la nueva ubicación. Esta fachada perdió parte de su interés arquitectónico, cuando desapareció su frontis clásico, en versión francesa (por la galería adintelada).
El nuevo edificio es proyecto de los hermanos José y Javier Yárnoz Larrosa, que ganaron el concurso convocado por el Ayuntamiento de Pamplona en 1929. Está ubicado en una manzana irregular a la que el arquitecto se adaptó. Abrió sus puertas el 3 de mayo de 1932. 
El teatro es de propiedad Ayuntamiento de Pamplona. La empresa constructora Erroz y San Martín, que construyó el teatro solicitó, en diciembre de 1931, la explotación del coliseo y le fue concedida. El contrató se prolongó hasta 1942 y se renovó posteriormente, haciéndose cargo de la gestión la Sociedad Anónima Inmobiliaria de Espectáculos (SAIDE). En 1953, ante la necesidad de unas reformas urgentes, la empresa accedió a correr con los gastos y se firmó un nuevo contrato que debía finalizar el 3 de mayo de 2003, si bien el pleno municipal decidió su reversión cinco años antes, en mayo de 1998. En se momento se constituyó para la gestión del teatro la Fundación Municipal Teatro Gayarre. Tras la reversión, se han ido haciendo importantes obras de acondicionamiento.
La junta gestora de la Fundación Municipal Teatro Gayarre está presidida por el alcalde de Pamplona y cuenta con cinco vocales (actuando uno de ellos como Vicepresidente), uno por grupo político municipal o concejal no adscrito. Es, por tanto, una junta formada exclusivamente por políticos.